# Malik Monk

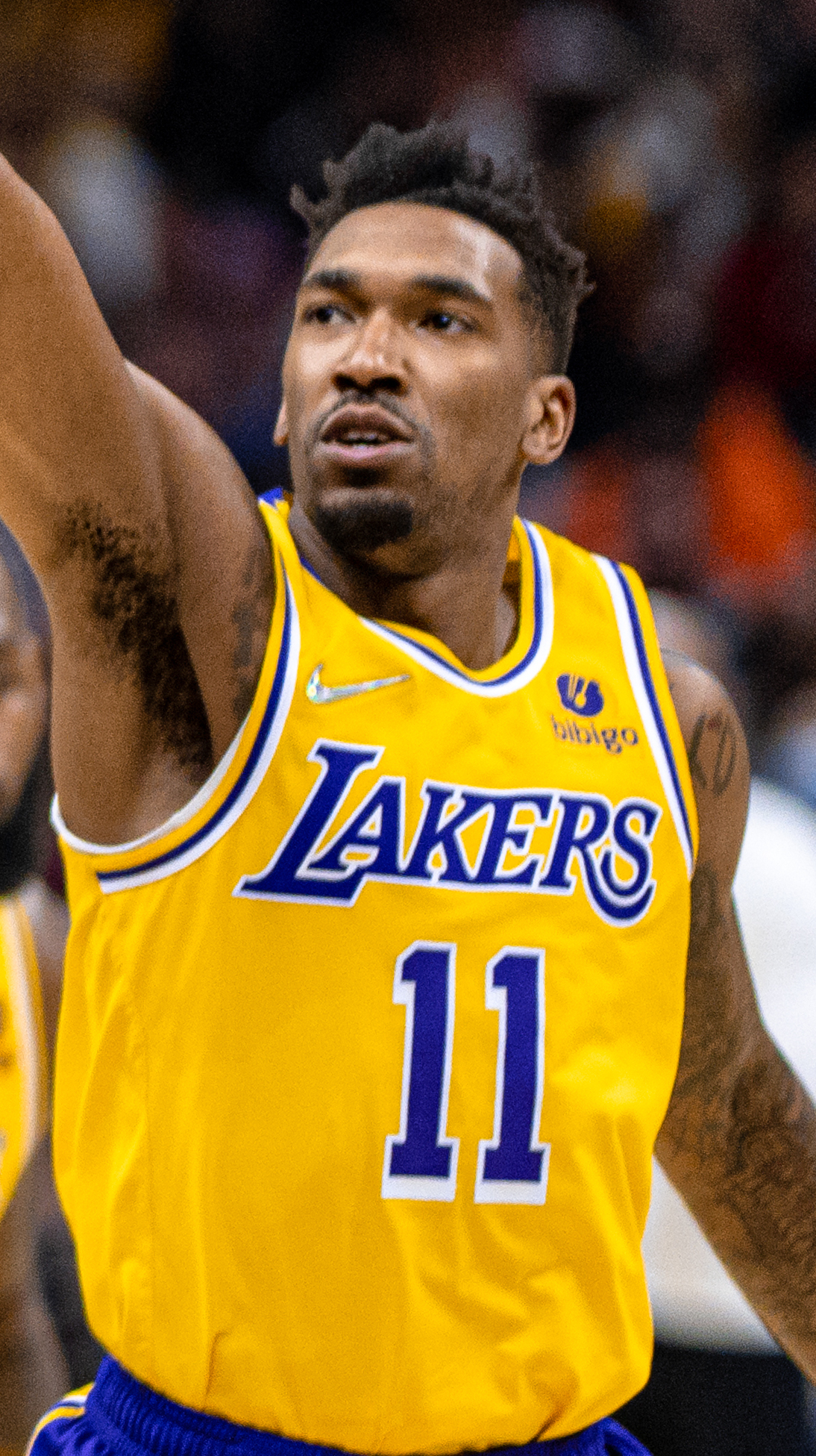
Malik Monk, 2022.

Malik Ahmad Monk, född 4 februari 1998 i Jonesboro i Arkansas, är en amerikansk professionell basketspelare (SG) som spelar för Sacramento Kings i National Basketball Association (NBA). Han har tidigare spelat för Charlotte Hornets och Los Angeles Lakers.
Monk draftades av Charlotte Hornets i första rundan i 2017 års draft som elfte spelare totalt.
Innan han blev proffs studerade Monk vid University of Kentucky och spelade för deras idrottsförening Kentucky Wildcats.